# Glucoalyssin
Glucoalyssin ist eine organische Verbindung aus der Stoffgruppe der Glucosinolate, die natürlich in Kreuzblütlern vorkommt. Es ist strukturell eng verwandt mit Glucoberteroin, das in der Seitenkette statt einer Sulfoxid-Einheit eine Sulfid-Einheit aufweist.

## Vorkommen

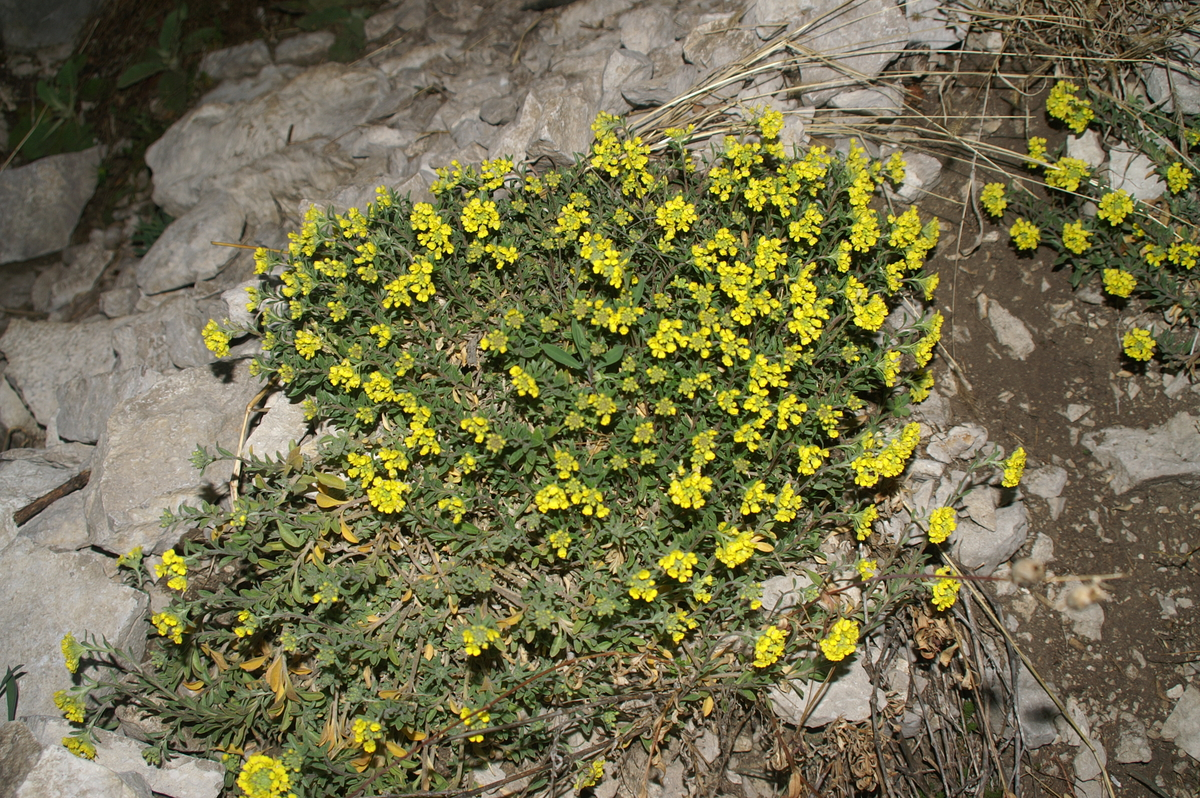
Berg-Steinkraut

Zum ersten Mal wurde Glucoalyssin in den 1950er-Jahren aus Alyssum argenteum isoliert. Es kommt daneben auch in anderen Arten der Gattung Steinkräuter (Alyssum) vor, beispielsweise Berg-Steinkraut und Kelch-Steinkraut. Dabei tritt es meist zusammen mit kleineren Mengen Glucoberteroin auf, welches vermutlich auch der biosynthetische Vorläufer von Glucoalyssin ist. Es liegt dabei nicht racemisch vor, sondern in linksdrehender Form, also als L-(–)-Glucoalyssin. Auch in Degenia velebitica kommt Glucoalyssin zusammen mit Glucoberteroin vor, wobei in den Stängeln und Blättern hauptsächlich Glucoalyssin vorkommt, während es in den Samen umgekehrt ist. In einer genetischen Studie wurde untersucht, wie Glucosinolate mit aliphatischen Seitenketten und deren Derivate in Brassica napus und anderen Brassica-Arten entstehen. Demnach bestimmt ein Genlocus die Länge der Seitenkette, wobei durch Kettenverlängerung von Methionin vermutlich Glucoiberverin (C3), Glucoerucin (C4) und Glucoberteroin (C5) entstehen. Diese sind wiederum Vorläufer von Verbindungen mit Sulfoxid- oder Alken-Seitenketten. Dies sind im C5-Fall Glucoalyssin und Glucobrassicanapin.

## Eigenschaften
Als Glucosinolat kann Glucoalyssin ein entsprechendes Isothiocyanat, Alyssin, freisetzen.